# Temporada de Fórmula 3 Sul-Americana de 2010
A Temporada de Fórmula 3 Sul-americana de 2010 foi a 24ª edição do campeonato e foi organizada pela 63MKT com supervisão da Confederação Sul-Americana de Automobilismo (Codasur) e da Confederação Brasileira de Automobilismo (CBA).
A etapa de abertura estava marcada para acontecer na cidade de Campo Grande, no Mato Grosso do Sul no dia 24 de Abril, entretanto o evento foi transferido para a capital do país, Brasília, em virtude do aniversário de 50 anos da cidade. A categoria preparou uma série de ações promocionais para a rodada tripla que foi realizada na capital no mês de maio. A principal atração fora das pistas foi o show da banda norte-americana Living Colour. A etapa de Campo Grande foi disputada no mês de julho. O encerramento da temporada ocorreu em Interlagos, durante o Grande Prêmio do Brasil de Fórmula 1. Inicialmente o brasiliense Yann Cunha foi declarado campeão, mas após uma longa disputa no STJD, acabou perdendo os pontos ganhos na última corrida, e assim ficando com o vice-campeonato. O paulista Bruno Andrade foi declarado o campeão da temporada 2010. Já o terceiro colocado, Luiz Boesel, obteve 298 pontos.

## Patrocínio
A Petrobras foi anunciada como a patrocinadora oficial da temporada 2010 da categoria. O contrato, viabilizado por meio da Lei de Incentivo ao Esporte - Ministério do Esporte - tinha valor de R$ 3 milhões era válido pelo período de 12 meses.
O projeto contava também com a aquisição de naming rights da categoria, que a partir deste ano passa a se chamar Fórmula 3 Sul-americana Petrobras. A petrolífera brasileira também foi a fornecedora oficial de combustível e lubrificante para todos os carros da Fórmula 3. Ainda estavam previstos no contrato o desenvolvimento e a execução de eventos, ações promocionais e de marketing.

## Direito de transmissão
No dia 6 de Maio a Rede TV! anunciou que faria a transmissão das etapas da F3 Sul-americana em 2010, já a partir da primeira etapa do campeonato que acontece em Brasília dias 15 e 16 de maio.
O acordo era válido por um ano e contemplava a exibição ao vivo e em HD da segunda prova de domingo, no início da tarde. As outras duas corridas que integram a rodada tripla de abertura do campeonato eram veiculadas em compacto durante a programação esportiva da emissora.

## Sistema de pontuação
O sistema de pontuação seguirá os mesmos critérios da Fórmula 1, com os 10 primeiros pilotos marcando pontos, 25-18-15-12-10-8-6-4-2-1, respectivamente.
| Sistema de pontuação | Sistema de pontuação | Sistema de pontuação | Sistema de pontuação | Sistema de pontuação | Sistema de pontuação | Sistema de pontuação | Sistema de pontuação | Sistema de pontuação | Sistema de pontuação | Sistema de pontuação |
| Posição              | 1º                   | 2º                   | 3º                   | 4º                   | 5º                   | 6º                   | 7º                   | 8º                   | 9º                   | 10º                  |
| -------------------- | -------------------- | -------------------- | -------------------- | -------------------- | -------------------- | -------------------- | -------------------- | -------------------- | -------------------- | -------------------- |
| Pontos               | 25                   | 18                   | 15                   | 12                   | 10                   | 8                    | 6                    | 4                    | 2                    | 1                    |

## Equipes e pilotos
- Todos os pilotos competem com chassis Dallara F309s, motores Berta e pneus Pirelli.

| Lista completa       | Lista completa | Lista completa    | Lista completa | Lista completa |
| Equipe               | Nº             | Piloto            | Classe         | Etapas         |
| -------------------- | -------------- | ----------------- | -------------- | -------------- |
| Cesario Fórmula      | 1              | Bruno Andrade     | A              | Todas          |
| Cesario Fórmula      | 2              | Lucas Foresti     | A              | 1, 7, 9        |
| Cesario Fórmula      | 2              | Fabiano Machado   | A              | 5–9            |
| Cesario Fórmula      | 31             | Fernando Resende  | B              | Todas          |
| Cesario Fórmula      | 32             | Ronaldo Freitas   | B              | Todas          |
| Cesario Fórmula      | 33             | Duarte Ferreira   | B              | 3–8            |
| PropCar Racing       | 8              | Nilton Molina     | A              | 1–4            |
| PropCar Racing       | 81             | Daniel Politzer   | B              | 1–2, 7         |
| PropCar Racing       | 81             | Guilherme Lago    | B              | 8–9            |
| Kemba Racing/G-Force | 9              | Leonardo de Souza | A              | 1–5, 8–9       |
| Kemba Racing/G-Force | 41             | Daniel Politzer   | B              | 8–9            |
| Dragão Motorsport    | 11             | Luiz Boesel       | A              | Todas          |
| Dragão Motorsport    | 29             | Mateus Laba       | A              | 1–5, 8–9       |
| Dragão Motorsport    | 41             | Duarte Ferreira   | B              | 1–2            |
| Dragão Motorsport    | 47             | Francisco Díaz    | B              | Todas          |
| Bassan Motorsport    | 14             | Aldo Piedade, Jr. | A              | 1              |
| Bassan Motorsport    | 14             | Nilton Molina     | A              | 5              |
| Bassan Motorsport    | 14             | Victor Guerin     | A              | 9              |
| Bassan Motorsport    | 15             | Yann Cunha        | A              | Todas          |
| Razia Sports         | 17             | Rodolpho Santos   | A              | 1              |
| Hitech Racing Brazil | 27             | Pietro Fantin     | A              | 4–5, 8         |
| Hitech Racing Brazil | 28             | Guilherme Silva   | A              | 9              |
| Capital Motorsport   | 56             | Alberto Cattucci  | B              | 1              |
| Capital Motorsport   | 56             | Jean Spolaor      | B              | 2–4            |

| Ícone | Classe  |
| ----- | ------- |
| A     | Class A |
| B     | Class B |

## Calendário
| Prova | Local                              | Circuito                              | Data           | Vencedor          | Equipe vencedora  |
| ----- | ---------------------------------- | ------------------------------------- | -------------- | ----------------- | ----------------- |
| 1     | Brasília, Distrito Federal         | Autódromo Internacional Nelson Piquet | 15 de Maio     | Bruno Andrade     | Cesário Fórmula   |
| 2     | Brasília, Distrito Federal         | Autódromo Internacional Nelson Piquet | 16 de Maio     | Lucas Foresti     | Cesário Fórmula   |
| 3     | Brasília, Distrito Federal         | Autódromo Internacional Nelson Piquet | 16 de Maio     | Lucas Foresti     | Cesário Fórmula   |
| 4     | Caruaru, Pernambuco                | Autódromo Internacional Ayrton Senna  | 29 de Maio     | Bruno Andrade     | Cesário Fórmula   |
| 5     | Caruaru, Pernambuco                | Autódromo Internacional Ayrton Senna  | 29 de Maio     | Bruno Andrade     | Cesário Fórmula   |
| 6     | Caruaru, Pernambuco                | Autódromo Internacional Ayrton Senna  | 30 de Maio     | Bruno Andrade     | Cesário Fórmula   |
| 7     | Campo Grande, Mato Grosso do Sul   | Autódromo Internacional Orlando Moura | 17 de Julho    | Yann Cunha        | Bassam Motorsport |
| 8     | Campo Grande, Mato Grosso do Sul   | Autódromo Internacional Orlando Moura | 17 de Julho    | Luiz Boesel       | Dragão Motorsport |
| 9     | Campo Grande, Mato Grosso do Sul   | Autódromo Internacional Orlando Moura | 18 de Julho    | Yann Cunha        | Bassam Motorsport |
| 10    | Nova Santa Rita, Rio Grande do Sul | Velopark                              | 31 de Julho    | Luiz Boesel       | Dragão Motorsport |
| 11    | Nova Santa Rita, Rio Grande do Sul | Velopark                              | 1 de Agosto    | Pietro Fantin     | Hitech Racing     |
| 12    | Nova Santa Rita, Rio Grande do Sul | Velopark                              | 1 de Agosto    | Pietro Fantin     | Hitech Racing     |
| 13    | Curitiba, Paraná                   | Autódromo Internacional de Curitiba   | 28 de Agosto   | Nilton Molina     | PropCar Racing    |
| 14    | Curitiba, Paraná                   | Autódromo Internacional de Curitiba   | 29 de Agosto   | Pietro Fantin     | Hitech Racing     |
| 15    | Curitiba, Paraná                   | Autódromo Internacional de Curitiba   | 29 de Agosto   | Bruno Andrade     | Cesário Fórmula   |
| 16    | Santa Fé, Argentina                | Autódromo Ciudad de Rafaela           | 11 de Setembro | Yann Cunha        | Bassam Motorsport |
| 17    | Santa Fé, Argentina                | Autódromo Ciudad de Rafaela           | 12 de Setembro | Fabiano Machado   | Cesario Fórmula   |
| 18    | Piriápolis, Uruguai                | Circuito de rua                       | 2 de Outubro   | Yann Cunha        | Bassam Motorsport |
| 19    | Piriápolis, Uruguai                | Circuito de rua                       | 3 de Outubro   | Fabiano Machado   | Cesario Fórmula   |
| 20    | Londrina, Paraná                   | Autódromo Internacional Ayrton Senna  | 16 de Outubro  | Yann Cunha        | Bassam Motorsport |
| 21    | Londrina, Paraná                   | Autódromo Internacional Ayrton Senna  | 17 de Outubro  | Leonardo de Souza | Kemba Racing      |
| 22    | Londrina, Paraná                   | Autódromo Internacional Ayrton Senna  | 17 de Outubro  | Fabiano Machado   | Cesario Fórmula   |
| 23    | São Paulo, São Paulo               | Autódromo José Carlos Pace            | 6 de Novembro  | Lucas Foresti     | Cesario Fórmula   |
| 24    | São Paulo, São Paulo               | Autódromo José Carlos Pace            | 7 de Novembro  | Fabiano Machado   | Cesario Fórmula   |

### Inclusão de etapas
A temporada teve 24 etapas, seis a mais que no ano anterior. Houve a inclusão do circuito de Caruaru, pela primeira vez no calendário da categoria, e o retorno a autódromos tradicionais como o de Londrina, no Paraná. Ao todo foram seis rodadas triplas e três duplas, entre as quais estão a etapa de São Paulo e as provas internacionais confirmadas para Santa Fé (Argentina) e Piriápolis (Uruguai).

## Resultados
| 1º | 2º | 3º | 4º | 5º | 6º | 7º | 8º | 9º | 10º |
| -- | -- | -- | -- | -- | -- | -- | -- | -- | --- |
| 25 | 18 | 15 | 12 | 10 | 8  | 6  | 4  | 2  | 1   |

| Pos                           | Piloto                  | BRA                     | BRA                     | BRA                     | CAR                     | CAR                     | CAR                     | CAM                     | CAM                     | CAM                     | VEL                     | VEL                     | VEL                     | CUR                     | CUR                     | CUR                     | SAN                     | SAN                     | PIR                     | PIR                     | LON                     | LON                     | LON                     | INT                     | INT                     | Pts                     |
| Fórmula 3 Sul-americana       | Fórmula 3 Sul-americana | Fórmula 3 Sul-americana | Fórmula 3 Sul-americana | Fórmula 3 Sul-americana | Fórmula 3 Sul-americana | Fórmula 3 Sul-americana | Fórmula 3 Sul-americana | Fórmula 3 Sul-americana | Fórmula 3 Sul-americana | Fórmula 3 Sul-americana | Fórmula 3 Sul-americana | Fórmula 3 Sul-americana | Fórmula 3 Sul-americana | Fórmula 3 Sul-americana | Fórmula 3 Sul-americana | Fórmula 3 Sul-americana | Fórmula 3 Sul-americana | Fórmula 3 Sul-americana | Fórmula 3 Sul-americana | Fórmula 3 Sul-americana | Fórmula 3 Sul-americana | Fórmula 3 Sul-americana | Fórmula 3 Sul-americana | Fórmula 3 Sul-americana | Fórmula 3 Sul-americana | Fórmula 3 Sul-americana |
| ----------------------------- | ----------------------- | ----------------------- | ----------------------- | ----------------------- | ----------------------- | ----------------------- | ----------------------- | ----------------------- | ----------------------- | ----------------------- | ----------------------- | ----------------------- | ----------------------- | ----------------------- | ----------------------- | ----------------------- | ----------------------- | ----------------------- | ----------------------- | ----------------------- | ----------------------- | ----------------------- | ----------------------- | ----------------------- | ----------------------- | ----------------------- |
| 2                             | Bruno Andrade           | 1                       | Ret                     | 6                       | 1                       | 1                       | 1                       | 3                       | 2                       | 2                       | 7                       | Ret                     | 2                       | 8                       | 2                       | 1                       | Ret                     | 3                       | 2                       | 3                       | 2                       | 9                       | 5                       | 2                       | 4                       | 361                     |
| 2                             | Yann Cunha              | 3                       | DSQ                     | 3                       | 2                       | 5                       | 9                       | 1                       | 3                       | 1                       | 2                       | 2                       | 7                       | Ret                     | 4                       | 3                       | 1                       | Ret                     | 1                       | 2                       | 1                       | 6                       | 4                       | 3                       | DSQ                     | 351                     |
| 3                             | Luiz Boesel             | 11                      | 3                       | 4                       | 5                       | Ret                     | 2                       | 4                       | 1                       | 3                       | 1                       | 6                       | Ret                     | 9                       | 3                       | 4                       | 2                       | 2                       | 4                       | 4                       | 3                       | 2                       | 2                       | 7                       | Ret                     | 298                     |
| 4                             | Fabiano Machado         |                         |                         |                         |                         |                         |                         |                         |                         |                         |                         |                         |                         | 2                       | 6                       | 6                       | 3                       | 1                       | 3                       | 1                       | Ret                     | Ret                     | 1                       | 5                       | 1                       | 174                     |
| 5                             | Leonardo de Souza       | 6                       | 2                       | 8                       | 3                       | Ret                     | 4                       | 5                       | 9                       | 5                       | Ret                     | Ret                     | 8                       | 6                       | Ret                     | 5                       |                         |                         |                         |                         | 4                       | 1                       | 3                       | 8                       | 7                       | 173                     |
| 6                             | Nilton Molina           | 5                       | 4                       | 2                       | 4                       | Ret                     | 3                       | 2                       | 4                       | 4                       | Ret                     | Ret                     | Ret                     | 1                       | 5                       | 7                       |                         |                         |                         |                         |                         |                         |                         |                         |                         | 150                     |
| 7                             | Mateus Laba             | 7                       | 10                      | 7                       | 6                       | Ret                     | Ret                     | 10                      | 8                       | 10                      | Ret                     | 4                       | 4                       | Ret                     | 8                       | 12                      |                         |                         |                         |                         | 7                       | 7                       | 7                       | 11                      | 6                       | 130                     |
| 8                             | Lucas Foresti           | 2                       | 1                       | 1                       |                         |                         |                         |                         |                         |                         |                         |                         |                         |                         |                         |                         |                         |                         | 9                       | 8                       |                         |                         |                         | 1                       | 3                       | 128                     |
| 9                             | Pietro Fantin           |                         |                         |                         |                         |                         |                         |                         |                         |                         | Ret                     | 1                       | 1                       | 3                       | 1                       | 2                       |                         |                         |                         |                         | Ret                     | Ret                     | Ret                     |                         |                         | 108                     |
| 10                            | Victor Guerin           |                         |                         |                         |                         |                         |                         |                         |                         |                         |                         |                         |                         |                         |                         |                         |                         |                         |                         |                         |                         |                         |                         | 4                       | 2                       | 30                      |
| 11                            | Aldo Piedade, Jr.       | 9                       | 5                       | 5                       |                         |                         |                         |                         |                         |                         |                         |                         |                         |                         |                         |                         |                         |                         |                         |                         |                         |                         |                         |                         |                         | 24                      |
| 12                            | Rodolpho Santos         | 4                       | 6                       | Ret                     |                         |                         |                         |                         |                         |                         |                         |                         |                         |                         |                         |                         |                         |                         |                         |                         |                         |                         |                         |                         |                         | 22                      |
| 13                            | Guilherme Silva         |                         |                         |                         |                         |                         |                         |                         |                         |                         |                         |                         |                         |                         |                         |                         |                         |                         |                         |                         |                         |                         |                         | 5                       | 12                      | 14                      |
| Fórmula 3 Sul-americana Light |                         |                         |                         |                         |                         |                         |                         |                         |                         |                         |                         |                         |                         |                         |                         |                         |                         |                         |                         |                         |                         |                         |                         |                         |                         |                         |
| 1                             | Fernando Resende        | 8                       | 7                       | 9                       | 7                       | 2                       | 5                       | 8                       | 5                       | 6                       | 4                       | 5                       | 6                       | 4                       | 7                       | 11                      | Ret                     | 5                       | 6                       | 9                       | 5                       | Ret                     | 6                       | 9                       | 5                       | 476                     |
| 2                             | Ronaldo Freitas         | Ret                     | Ret                     | 12                      | 8                       | 3                       | 6                       | 7                       | 6                       | 8                       | 6                       | Ret                     | 9                       | 5                       | 10                      | 8                       | Ret                     | 4                       | 5                       | 5                       | 8                       | 3                       | 8                       | 10                      | 9                       | 362                     |
| 3                             | Duarte Ferreira         | 12                      | 9                       | 14                      | 10                      | Ret                     | 10                      | 6                       | 7                       | 7                       | 3                       | 3                       | 3                       | 7                       | 11                      | 9                       | 4                       | Ret                     | Ret                     | DNS                     | 6                       | 5                       | 12                      |                         |                         | 306                     |
| 4                             | Francisco Díaz          | 10                      | 12                      | 11                      | 9                       | 4                       | Ret                     | 9                       | DNS                     | 9                       | 5                       | Ret                     | 5                       | 10                      | 9                       | 10                      | Ret                     | 6                       | 8                       | 6                       | Ret                     | 4                       | 8                       | 12                      | 8                       | 289                     |
| 5                             | Daniel Politzer         | Ret                     | 11                      | Ret                     | 11                      | DNS                     | 7                       |                         |                         |                         |                         |                         |                         |                         |                         |                         |                         |                         | 7                       | 7                       | Ret                     | 8                       | 11                      | 13                      | 11                      | 111                     |
| 6                             | Jean Spolaor            |                         |                         |                         | Ret                     | 6                       | 8                       | 11                      | 10                      | 11                      | DNS                     | DNS                     | DNS                     |                         |                         |                         |                         |                         |                         |                         |                         |                         |                         |                         |                         | 56                      |
| 7                             | Alberto Cattucci        | Ret                     | 8                       | 8                       |                         |                         |                         |                         |                         |                         |                         |                         |                         |                         |                         |                         |                         |                         |                         |                         |                         |                         |                         |                         |                         | 36                      |
| 8                             | Guilherme Lago          |                         |                         |                         |                         |                         |                         |                         |                         |                         |                         |                         |                         |                         |                         |                         |                         |                         |                         |                         | Ret                     | Ret                     | 10                      | Ret                     | 10                      | 24                      |
| Pos                           | Piloto                  | BRA                     | BRA                     | BRA                     | CAR                     | CAR                     | CAR                     | CAM                     | CAM                     | CAM                     | VEL                     | VEL                     | VEL                     | CUR                     | CUR                     | CUR                     | SAN                     | SAN                     | PIR                     | PIR                     | LON                     | LON                     | LON                     | INT                     | INT                     | Pts                     |

| Cor        | Resultado             |
| ---------- | --------------------- |
| Ouro       | Vencedor              |
| Prata      | 2.º lugar             |
| Bronze     | 3.º lugar             |
| Verde      | Terminou, nos pontos  |
| Azul       | Terminou, sem pontos  |
| Púrpura    | Ret – Retirou-se      |
| Vermelho   | NQ – Não qualificado  |
| Preto      | DSQ – Desqualificado  |
| Branco     | NL – Não largou       |
| Branco     | C – Corrida cancelada |
| Azul claro | AT – Apenas Treino    |
| Sem cor    | NP – Não participou   |
| Sem cor    | Les – Lesionado       |
| Sem cor    | EX – Excluído         |

| Pos                           | Piloto                  | BRA                     | BRA                     | BRA                     | CAR                     | CAR                     | CAR                     | CAM                     | CAM                     | CAM                     | VEL                     | VEL                     | VEL                     | CUR                     | CUR                     | CUR                     | SAN                     | SAN                     | PIR                     | PIR                     | LON                     | LON                     | LON                     | INT                     | INT                     | Pts                     |
| Fórmula 3 Sul-americana       | Fórmula 3 Sul-americana | Fórmula 3 Sul-americana | Fórmula 3 Sul-americana | Fórmula 3 Sul-americana | Fórmula 3 Sul-americana | Fórmula 3 Sul-americana | Fórmula 3 Sul-americana | Fórmula 3 Sul-americana | Fórmula 3 Sul-americana | Fórmula 3 Sul-americana | Fórmula 3 Sul-americana | Fórmula 3 Sul-americana | Fórmula 3 Sul-americana | Fórmula 3 Sul-americana | Fórmula 3 Sul-americana | Fórmula 3 Sul-americana | Fórmula 3 Sul-americana | Fórmula 3 Sul-americana | Fórmula 3 Sul-americana | Fórmula 3 Sul-americana | Fórmula 3 Sul-americana | Fórmula 3 Sul-americana | Fórmula 3 Sul-americana | Fórmula 3 Sul-americana | Fórmula 3 Sul-americana | Fórmula 3 Sul-americana |
| ----------------------------- | ----------------------- | ----------------------- | ----------------------- | ----------------------- | ----------------------- | ----------------------- | ----------------------- | ----------------------- | ----------------------- | ----------------------- | ----------------------- | ----------------------- | ----------------------- | ----------------------- | ----------------------- | ----------------------- | ----------------------- | ----------------------- | ----------------------- | ----------------------- | ----------------------- | ----------------------- | ----------------------- | ----------------------- | ----------------------- | ----------------------- |
| 2                             | Bruno Andrade           | 1                       | Ret                     | 6                       | 1                       | 1                       | 1                       | 3                       | 2                       | 2                       | 7                       | Ret                     | 2                       | 8                       | 2                       | 1                       | Ret                     | 3                       | 2                       | 3                       | 2                       | 9                       | 5                       | 2                       | 4                       | 361                     |
| 2                             | Yann Cunha              | 3                       | DSQ                     | 3                       | 2                       | 5                       | 9                       | 1                       | 3                       | 1                       | 2                       | 2                       | 7                       | Ret                     | 4                       | 3                       | 1                       | Ret                     | 1                       | 2                       | 1                       | 6                       | 4                       | 3                       | DSQ                     | 351                     |
| 3                             | Luiz Boesel             | 11                      | 3                       | 4                       | 5                       | Ret                     | 2                       | 4                       | 1                       | 3                       | 1                       | 6                       | Ret                     | 9                       | 3                       | 4                       | 2                       | 2                       | 4                       | 4                       | 3                       | 2                       | 2                       | 7                       | Ret                     | 298                     |
| 4                             | Fabiano Machado         |                         |                         |                         |                         |                         |                         |                         |                         |                         |                         |                         |                         | 2                       | 6                       | 6                       | 3                       | 1                       | 3                       | 1                       | Ret                     | Ret                     | 1                       | 5                       | 1                       | 174                     |
| 5                             | Leonardo de Souza       | 6                       | 2                       | 8                       | 3                       | Ret                     | 4                       | 5                       | 9                       | 5                       | Ret                     | Ret                     | 8                       | 6                       | Ret                     | 5                       |                         |                         |                         |                         | 4                       | 1                       | 3                       | 8                       | 7                       | 173                     |
| 6                             | Nilton Molina           | 5                       | 4                       | 2                       | 4                       | Ret                     | 3                       | 2                       | 4                       | 4                       | Ret                     | Ret                     | Ret                     | 1                       | 5                       | 7                       |                         |                         |                         |                         |                         |                         |                         |                         |                         | 150                     |
| 7                             | Mateus Laba             | 7                       | 10                      | 7                       | 6                       | Ret                     | Ret                     | 10                      | 8                       | 10                      | Ret                     | 4                       | 4                       | Ret                     | 8                       | 12                      |                         |                         |                         |                         | 7                       | 7                       | 7                       | 11                      | 6                       | 130                     |
| 8                             | Lucas Foresti           | 2                       | 1                       | 1                       |                         |                         |                         |                         |                         |                         |                         |                         |                         |                         |                         |                         |                         |                         | 9                       | 8                       |                         |                         |                         | 1                       | 3                       | 128                     |
| 9                             | Pietro Fantin           |                         |                         |                         |                         |                         |                         |                         |                         |                         | Ret                     | 1                       | 1                       | 3                       | 1                       | 2                       |                         |                         |                         |                         | Ret                     | Ret                     | Ret                     |                         |                         | 108                     |
| 10                            | Victor Guerin           |                         |                         |                         |                         |                         |                         |                         |                         |                         |                         |                         |                         |                         |                         |                         |                         |                         |                         |                         |                         |                         |                         | 4                       | 2                       | 30                      |
| 11                            | Aldo Piedade, Jr.       | 9                       | 5                       | 5                       |                         |                         |                         |                         |                         |                         |                         |                         |                         |                         |                         |                         |                         |                         |                         |                         |                         |                         |                         |                         |                         | 24                      |
| 12                            | Rodolpho Santos         | 4                       | 6                       | Ret                     |                         |                         |                         |                         |                         |                         |                         |                         |                         |                         |                         |                         |                         |                         |                         |                         |                         |                         |                         |                         |                         | 22                      |
| 13                            | Guilherme Silva         |                         |                         |                         |                         |                         |                         |                         |                         |                         |                         |                         |                         |                         |                         |                         |                         |                         |                         |                         |                         |                         |                         | 5                       | 12                      | 14                      |
| Fórmula 3 Sul-americana Light |                         |                         |                         |                         |                         |                         |                         |                         |                         |                         |                         |                         |                         |                         |                         |                         |                         |                         |                         |                         |                         |                         |                         |                         |                         |                         |
| 1                             | Fernando Resende        | 8                       | 7                       | 9                       | 7                       | 2                       | 5                       | 8                       | 5                       | 6                       | 4                       | 5                       | 6                       | 4                       | 7                       | 11                      | Ret                     | 5                       | 6                       | 9                       | 5                       | Ret                     | 6                       | 9                       | 5                       | 476                     |
| 2                             | Ronaldo Freitas         | Ret                     | Ret                     | 12                      | 8                       | 3                       | 6                       | 7                       | 6                       | 8                       | 6                       | Ret                     | 9                       | 5                       | 10                      | 8                       | Ret                     | 4                       | 5                       | 5                       | 8                       | 3                       | 8                       | 10                      | 9                       | 362                     |
| 3                             | Duarte Ferreira         | 12                      | 9                       | 14                      | 10                      | Ret                     | 10                      | 6                       | 7                       | 7                       | 3                       | 3                       | 3                       | 7                       | 11                      | 9                       | 4                       | Ret                     | Ret                     | DNS                     | 6                       | 5                       | 12                      |                         |                         | 306                     |
| 4                             | Francisco Díaz          | 10                      | 12                      | 11                      | 9                       | 4                       | Ret                     | 9                       | DNS                     | 9                       | 5                       | Ret                     | 5                       | 10                      | 9                       | 10                      | Ret                     | 6                       | 8                       | 6                       | Ret                     | 4                       | 8                       | 12                      | 8                       | 289                     |
| 5                             | Daniel Politzer         | Ret                     | 11                      | Ret                     | 11                      | DNS                     | 7                       |                         |                         |                         |                         |                         |                         |                         |                         |                         |                         |                         | 7                       | 7                       | Ret                     | 8                       | 11                      | 13                      | 11                      | 111                     |
| 6                             | Jean Spolaor            |                         |                         |                         | Ret                     | 6                       | 8                       | 11                      | 10                      | 11                      | DNS                     | DNS                     | DNS                     |                         |                         |                         |                         |                         |                         |                         |                         |                         |                         |                         |                         | 56                      |
| 7                             | Alberto Cattucci        | Ret                     | 8                       | 8                       |                         |                         |                         |                         |                         |                         |                         |                         |                         |                         |                         |                         |                         |                         |                         |                         |                         |                         |                         |                         |                         | 36                      |
| 8                             | Guilherme Lago          |                         |                         |                         |                         |                         |                         |                         |                         |                         |                         |                         |                         |                         |                         |                         |                         |                         |                         |                         | Ret                     | Ret                     | 10                      | Ret                     | 10                      | 24                      |
| Pos                           | Piloto                  | BRA                     | BRA                     | BRA                     | CAR                     | CAR                     | CAR                     | CAM                     | CAM                     | CAM                     | VEL                     | VEL                     | VEL                     | CUR                     | CUR                     | CUR                     | SAN                     | SAN                     | PIR                     | PIR                     | LON                     | LON                     | LON                     | INT                     | INT                     | Pts                     |

| Cor        | Resultado             |
| ---------- | --------------------- |
| Ouro       | Vencedor              |
| Prata      | 2.º lugar             |
| Bronze     | 3.º lugar             |
| Verde      | Terminou, nos pontos  |
| Azul       | Terminou, sem pontos  |
| Púrpura    | Ret – Retirou-se      |
| Vermelho   | NQ – Não qualificado  |
| Preto      | DSQ – Desqualificado  |
| Branco     | NL – Não largou       |
| Branco     | C – Corrida cancelada |
| Azul claro | AT – Apenas Treino    |
| Sem cor    | NP – Não participou   |
| Sem cor    | Les – Lesionado       |
| Sem cor    | EX – Excluído         |